# Erannis diversaria
Erannis diversaria är en fjärilsart som beskrevs av Fabricius. Erannis diversaria ingår i släktet Erannis och familjen mätare. Inga underarter finns listade i Catalogue of Life.